# Morfin Mergel
Morfin Mergel (Engels: Morfin Gaunt) is een personage uit de Harry Potter-boekenserie van J.K. Rowling. Hij is de zoon van Asmodom Mergel en de broer van Merope, de moeder van Voldemort.
Morfin was, net als zijn vader, een Sisseltong. In Harry Potter en de Halfbloed Prins graaft Harry, samen met het schoolhoofd van Zweinstein professor Perkamentus, in het duistere verleden van Heer Voldemort. Dit doen ze door gebruik te maken van de Hersenpan van Perkamentus. Hierin zien ze hoe Morfin Mergel wordt opgeroepen voor een hoorzitting omdat hij heeft getoverd ten overstaande van een Dreuzel, nl: Marten Vilijn. Tijdens deze sessie komt Harry erachter dat de Mergels (en dus ook Voldemort) afstammen van Zalazar Zwadderich, een van de stichters van Zweinstein. Wegens het niet gehoorzamen van de bevelen van Bob Klare, iemand van het Ministerie van Toverkunst, worden Morfin en zijn vader Asmodom voor bepaalde tijd opgesloten in Azkaban. 
Vele jaren later, in de schooltijd van Marten Vilijn, komt de jonge Voldemort bij Morfin Mergel op bezoek in het huisje van de Mergels. Hij laat hem opdraaien voor de moord op Voldemorts vader en grootouders om er zelf beter uit te komen. Eigenlijk was het Voldemort zelf die met de toverstok van Morfin de moorden heeft gepleegd en vervolgens diens geheugen heeft gemodificeerd. Morfin wordt hierdoor onterecht opgesloten in Azkaban en overlijdt later, nadat Albus Perkamentus zijn ware herinnering over de confrontaties met Marten Vilijn uit hem heeft losgekregen.

## Mergel familie
| Thomas Vilijn | Thomas Vilijn | Thomas Vilijn | Thomas Vilijn | Thomas Vilijn     | Thomas Vilijn     |                   |                   | Mary Vilijn           | Mary Vilijn       | Mary Vilijn | Mary Vilijn | Mary Vilijn   | Mary Vilijn   |               |               | Asmodom Mergel | Asmodom Mergel | Asmodom Mergel | Asmodom Mergel | Asmodom Mergel | Asmodom Mergel |               |               |               |               |
| Thomas Vilijn | Thomas Vilijn | Thomas Vilijn | Thomas Vilijn | Thomas Vilijn     | Thomas Vilijn     |                   |                   | Mary Vilijn           | Mary Vilijn       | Mary Vilijn | Mary Vilijn | Mary Vilijn   | Mary Vilijn   |               |               | Asmodom Mergel | Asmodom Mergel | Asmodom Mergel | Asmodom Mergel | Asmodom Mergel | Asmodom Mergel |               |               |               |               |
|               |               |               |               |                   |                   |                   |                   |                       |                   |             |             |               |               |               |               |                |                |                |                |                |                |               |               |               |               |
|               |               |               |               |                   |                   |                   |                   |                       |                   |             |             |               |               |               |               |                |                |                |                |                |                |               |               |               |               |
|               |               |               |               | Marten Vilijn Sr. | Marten Vilijn Sr. | Marten Vilijn Sr. | Marten Vilijn Sr. | Marten Vilijn Sr.     | Marten Vilijn Sr. |             |             | Merope Mergel | Merope Mergel | Merope Mergel | Merope Mergel | Merope Mergel  | Merope Mergel  |                |                | Morfin Mergel  | Morfin Mergel  | Morfin Mergel | Morfin Mergel | Morfin Mergel | Morfin Mergel |
|               |               |               |               | Marten Vilijn Sr. | Marten Vilijn Sr. | Marten Vilijn Sr. | Marten Vilijn Sr. | Marten Vilijn Sr.     | Marten Vilijn Sr. |             |             | Merope Mergel | Merope Mergel | Merope Mergel | Merope Mergel | Merope Mergel  | Merope Mergel  |                |                | Morfin Mergel  | Morfin Mergel  | Morfin Mergel | Morfin Mergel | Morfin Mergel | Morfin Mergel |
|               |               |               |               |                   |                   |                   |                   |                       |                   |             |             |               |               |               |               |                |                |                |                |                |                |               |               |               |               |
|               |               |               |               |                   |                   |                   |                   | Marten Asmodom Vilijn |                   |             |             |               |               |               |               |                |                |                |                |                |                |               |               |               |               |